# Opowieści z Ziemiomorza (film)
Opowieści z Ziemiomorza (jap. ゲド戦記 Gedo-senki) – film animowany w reżyserii Gorō Miyazakiego, będący adaptacją książek Ursuli Le Guin o Ziemiomorzu. Film czerpie przede wszystkim z tomów 3. i 4. – Najdalszy brzeg i Tehanu.

## Fabuła
W Ziemiomorzu zaczynają źle się dziać, ludzie zaczynają dziwnie się zachowywać, a na niebie coraz częściej pojawiają się smoki. Z tego powodu czarodziej Ged wędruje w poszukiwaniu przyczyny tych zdarzeń. Na swej drodze napotyka młodego księcia Arrena, który sam zmaga się ze swoją ciemną stroną, którą to próbują wykorzystać inni. 

## Bohaterowie
- Arren (jap. アレン)

Seiyū: Jun'ichi Okada 
- Therru (jap. テルー)

Seiyū: Aoi Teshima 
- Cob (jap. クモ Kumo)

Seiyū: Yūko Tanaka 
- Usagi (jap. ウサギ)

Seiyū: Teruyuki Kagawa 
- Tenar (jap. テナー)

Seiyū: Jun Fubuki 
- sprzedawca Hazii (jap. ハジア売り)

Seiyū: Takashi Naitō 
- Ged (jap. ゲド)

Seiyū: Bunta Sugawara 
- właścicielka sklepu (jap. 女主人)

Seiyū: Mitsuko Baisho 
- królowa (jap. 王妃)

Seiyū: Yui Natsukawa 
- król (jap. 国王)

Seiyū: Kaoru Kobayashi 

## Produkcja
13 grudnia 2005 roku studio Ghibli oficjalnie ogłosiło powstawanie filmu zatytułowanego Gedo-senki – Tales from Earthsea (jap. ゲド戦記 – Tales from Earthsea), będącego adaptacją cyklu Ursuli Le Guin o Ziemiomorzu. Jednocześnie poinformowano, że za jego reżyserię odpowiada Gorō Miyazaki, a premiera została zaplanowana na lipiec 2006. Fabuła filmu czerpie z tomów Najdalszy brzeg i Tehanu. Za scenariusz odpowiadali Gorō Miyazaki oraz Keiko Niwa. Producentem został Toshio Suzuki.
Le Guin pragnęła, by reżyserią filmu zajął się Hayao Miyazaki, jednakże ten zajęty był produkcją filmu Ruchomy zamek Hauru.
Film trwa 115 minut.
Za dystrybucję filmu odpowiada Tōhō.

### Muzyka
Muzykę do filmu skomponował Tamiya Terashima.
7 kwietnia 2006 roku ogłoszono, że utwór wykonywany przez Aoi Teshimę i zatytułowany „Therru no uta” (jap. テルーの唄 Terū no uta), który po raz pierwszy pojawił się w zwiastunie filmu i jest motywem przewodnim filmu, zostanie wydany jako singiel. Utwór został wydany 7 czerwca 2006 roku, zajął 5. miejsce na liście Oriconu i pozostał na niej przez 31 tygodni.
Płyta ze ścieżką dźwiękową, zatytułowana Gedo senki Soundtrack (jap. ゲド戦記 サウンドトラック Gedo senki saundotorakku), została wydana 12 lipca 2006 roku, zajęła 41. miejsce na liście Oriconu i pozostała na niej przez 11 tygodni.
Na początku listopada 2006 roku ogłoszono, że 29 listopada 2006 zostanie wydana kolejna płyta z muzyką do filmu; nagrane na niej utwory zostały zagrane przez pianistę Tamiyę Terashimę. Album ten został zatytułowany Gedo senki Piano Plus (jap. ゲド戦記 ピアノプラス).

## Zwiastuny
Pierwszy zwiastun filmu emitowany był w kinach od 25 lutego 2006 roku, a w związku z dużym zainteresowaniem 13 kwietnia 2006 roku studio Ghibli opublikowało ten zwiastun za pośrednictwem swojej strony internetowej. 
Kolejny zwiastun został opublikowany 28 kwietnia 2006 na pośrednictwem Nippon TV.
Trzeci zwiastun trafił do kin podczas majówki 2006 roku.

## Emisja
Film miał swoją japońską premierę 29 lipca 2006.
W Polsce film miał swoją premierę 18 maja 2007 roku.
Film wyświetlany był także podczas 63. Międzynarodowego Festiwalu Filmowego w Wenecji, oraz podczas Festiwalu Filmowego w Sitges w 2007 roku.
W Stanach Zjednoczonych film miał swoją premierę dopiero 13 sierpnia 2010 roku. Było to spowodowane podpisanym wcześniej przez autorkę kontraktem z producentami mini-serii Ziemiomorze, który to wygasł dopiero w 2009 roku.

## Box office
Produkcja uplasowała się na pierwszym miejscu w Japońskim box office w Japonii w weekend otwarcia, będąc wyświetlana w 435 kinach i zarabiając ponad 905 335 600 jenów, w rezultacie spychając film Piratów z Karaibów: Skrzynię umarlaka na drugą pozycję najchętniej oglądanych filmów.
W Japonii film stał się czwartym najlepiej zarabiającym filmem w roku 2006 i do sierpnia 2023 roku zarobił w tym kraju 7,84 miliarda jenów.

## Odbiór

### Opinia autorki
Po obejrzeniu filmu autorka książek na podstawie których powstał film, Ursula K. Le Guin, wypowiedziała się publicznie na jego temat za pośrednictwem swojej strony internetowej:

Gdy wychodziłam, pan Goro Miyazaki zapytał mnie: „Podobał ci się film?” Biorąc pod uwagę okoliczności, odpowiedź na to pytanie nie była łatwa. Powiedziałam: „Tak. To nie jest moja książka. To twój film. To dobry film”. (...) W większości był piękny. Jednak animacja tego szybko nakręconego filmu była w wielu miejscach niedopracowana. Nie ma w nim delikatnej dokładności jak w „Mój sąsiad Totoro” ani ogromnego i wspaniałego bogactwa szczegółów jak „Spirited Away: W krainie bogów”. Obrazy są efektowne, ale często konwencjonalne. W większości był ekscytujący. Napięcie było podtrzymywane przemocą w stopniu, który uważam za głęboko niezgodny z duchem książek. [Film] w większości był, moim zdaniem, niespójny. Może to wynikać z tego, że próbowałam odnaleźć i śledzić historię z moich książek, oglądając jednocześnie zupełnie inną historię, w mylący sposób odgrywaną przez ludzi o tych samych imionach co w mojej opowieści, ale o zupełnie innych temperamentach, historii i przeznaczeniu. Oczywiście film nie powinien dokładnie naśladować powieści – to inny format, bardzo różniąca się forma narracji. Być może to było powodem tych ogromnych zmian. Jednak rozsądnie jest oczekiwać pewnej wierności postaciom i ogólnemu zarysowi historii w filmie nazwanym na cześć książek wydawanych od 40 lat i rzekomo będącym na ich podstawie.

### Nagrody i nominacje
| Rok  | Ceremonia                                       | Kategoria                   | Uchonorowany            | Rezultat  | Źródło |
| ---- | ----------------------------------------------- | --------------------------- | ----------------------- | --------- | ------ |
| 2007 | Nagroda Japońskiej Akademii Filmowej            | Animacja filmowa roku       | Opowieści z Ziemiomorza | Nominacja | [ 27 ] |
| 2007 | Asian Film Awards                               | Najlepsza muzyka oryginalna | Terashima Tamiya        | Nominacja | [ 28 ] |
| 2007 | Bunshun kiichigo shō (Bunshun Raspberry Awards) | Najgorszy film              | Opowieści z Ziemiomorza | Nagroda   | [ 29 ] |
| 2007 | Bunshun kiichigo shō (Bunshun Raspberry Awards) | Najgorszy reżyser           | Gorō Miyazaki           | Nagroda   | [ 29 ] |

## DVD i Blu-ray
Do końca 2007 roku płyta DVD z filmem została sprzedana w 242 tysiącach kopii, uplasowując się na 1. miejscu najchętniej kupowanych płyt DVD kategorii animowane, jednocześnie zajmując 11. miejsce w rankingu wszystkich płyt DVD w Japonii w 2007.